# Vôte
Pour les articles homonymes, voir Vote (homonymie).
La vaute (vo:t), voûte (vʊ:t) ou vôte (en Wallonie, mot issu du wallon) est un plat généralement sucré lorrain, ardenno-champenois et wallon à base de pâte liquide ou mi-épaisse qui suivant les régions correspond à une crêpe épaisse ou à un pancake, souvent fourré.

## Définition
C'est une recette traditionnelle très courante et très appréciée des enfants en général,.
Le terme lorrain patoisant tend à disparaître, on entend aujourd’hui essentiellement le terme « beignet » ou « crêpe ». Les Lorrains de langue francique marquent clairement la différence entre le « Pannkuche » qui est la crêpe épaisse, et les « Kìechle » (kìçlə) ou « Kéichelchen » (kejçəlçən), qui sont les petits beignets à la poêle salés ou sucrés. La vôte n'est par conséquent pas un beignet frit dans un bain d'huile.

## Aspects linguistiques et culturels
L'origine du nom (latin vulgaire *vol(vi)tare, itératif du latin classique volvere « tourner ») indique que les vôtes sont retournées pendant la cuisson et cuites sur chaque face.
Les collecteurs de glossaires et lexiques patois ont recensé essentiellement trois formes :
- vôte, vaute : terme utilisé en Lorrain dans le massif des Vosges [6],[7], mais aussi les Ardennes (dialecte ardennais) et dans la Marne (dialecte rémois)[8].
- vôte : en Wallonie[9]. Son sens désigne aujourd'hui tant une crêpe épaisse qu'une crêpe fine ;
- vaoute : dans la Meuse comme espèce de beignet, omelette à laquelle on mêle de la farine[10]
- voûte : pour le Pays messin, le Pays-Haut, le Saulnois et le pays de la Seille, donc en Moselle où le terme prend plus souvent le sens de crêpe épaisse, mais il a aussi le sens d’omelette dans les Vosges mosellanes et le Saulnois, sous-entendu avec de la farine[11].

Suivant les régions évoquées plus haut, on se représente plus une crêpe épaisse nature avec du sucre glace ou de la confiture, ou bien on ajoute des fruits à la pâte ou dessus et cela devient ce que l’on appelle en Lorraine un « beignet », un pannequet, quand la taille de la crêpe devient plus petite et n’occupe pas toute la surface de la poêle. La confusion s’installe facilement chez les Lorrains qui utilisent le mot « beignet » avec un sens différent de celui qu’on pratique dans les autres régions de France, à l’exception des cultures linguistiquement apparentées à la Lorraine. 
Un tel « beignet » sucré ou salé (on pense spontanément aux beignets râpés lorrains ou savoyards par exemple) n’est pas une pâtisserie à pâte levée cuite dans un bain de friture, mais une mini-crêpe épaisse cuite à la poêle avec autrefois du saindoux, aujourd’hui de la margarine, du beurre ou de l’huile. Avec les poêles antiadhésives, la quantité de graisse nécessaire pour dorer les beignets a sérieusement diminué. On constate dans certains glossaires que, pour décrire la « vaute », la confusion règne aussi entre crêpe et omelette à cause de la taille et de l’épaisseur de la seconde car le glossaire doit préciser qu’on ajoute de la farine à l’omelette. Dans ce cas, un Lorrain d’aujourd'hui ne risque pas d’appeler un beignet une omelette puisque la seconde ne contient pour lui que des œufs. 
En Wallonie, la vôte peut se manger sucrée ou salée. La première telle une crêpe classique, la seconde est cuite dans du saindoux et le plus souvent agrémentée de morceaux de lard, tel que pour les vôtes à l'rapèye. 
On devine derrière les vautes une pratique culturelle qui rapproche les régions concernées du bassin germanophone où la consommation de « Pfannkuchen » sous toutes ses variantes dialectales ou « Palatschinke » (en Autriche) est plus élevée que dans les pays romans : ce sont des pays qui apprécient à l’occasion les plats sucrés (« Süßspeise ») qui servent de repas principal, là où un Français contemporain ne verrait plutôt qu’un dessert. La vaute n’est pas en Lorraine ou en Belgique forcément le mets exclusif d’un Mardi gras ou de la Chandeleur.

## Ingrédients et recette
La base des vautes est la « murate » ou « mérotte » (en dialecte lorrain), c’est-à-dire une pâte plutôt liquide à base d’œufs, de lait et farine. Si l’on ajoute des fruits, la pâte peut s’épaissir légèrement, mais il faut qu’elle puisse se verser dans la poêle facilement avec une cuillère à soupe ou une louche suivant la taille que l’on recherche. De même, il est important que la pâte se marie de manière homogène avec les fruits de telle sorte que les fruits ne restent pas au fond du saladier. 
Les fruits les plus utilisés en Lorraine sont :
- la pomme ;
- la myrtille ;
- la mirabelle ;
- la cerise.

En Wallonie, aucun fruit n'est ajouté traditionnellement.
Contrairement au Kaiserschmarrn autrichien, la vaute ne nécessite pas de monter les blancs en neige. Cela confère au premier une consistance plus légère. Il est de ce fait important de ne pas exagérer sur la quantité de farine, juste assez pour que la pâte prenne, les fruits s’étalent de manière homogène, sans que la pâte soit farineuse et compacte en bouche.
En général, dans les vautes aux fruits, une face est plus dorée que l’autre car les fruits, à l’exception des fines tranches de pomme, causent des reliefs qui empêchent la pâte de cuire uniformément. En retournant la vaute, le côté supérieur est celui qui au service est saupoudré de sucre glace, ou d'un mélange sucre-cannelle en Moselle germanophone. En Allemagne, on sert aussi les pannequets de ce type avec une sauce vanille tiède.
Les vautes se servent le soir pour un plat principal, éventuellement avec un bol de soupe en entrée pour compléter le repas. Une tasse de café ou du café au lait pour les enfants accompagnaient autrefois les beignets et vautes.